# پورت‌رشید
پورت‌رشید یا بندر رشید (به انگلیسی: Port Rashid) (به عربی: میناء راشد)، یک زیستگاه انسانی در امارات متحده عربی است که در دبی، امارات واقع شده‌است.

## تاریخ
این بندر به نام شیخ راشد بن سعید آل مکتوم نامگذاری شده است و در سال 1972 افتتاح شد . در آن زمان بندر فقط دو جرثقیل دروازه‌ای و ظرفیتی کمتر از 100000 TEU داشت . در سال 1978، این بندر به 35 لنگرگاه گسترش یافت (پنج مورد از آنها توسط بزرگترین کشتی‌های کانتینری آن زمان قابل استفاده بود).
در مجاورت بندر، دبی درای‌داکس و شهر دریایی دبی قرار دارند. هر دوی این تاسیسات به دلیل نزدیکی به مینا رشید ساخته شده است. اما، در ژانویه 2008، اعلام شد که بندر دوباره توسعه داد خواهد شد . تمامی عملیات باربری تا پایان مارس 2018 به بندر جبل علی منتقل خواهد شد. مینا رشید به ترمینال سفرهای دریایی تبدیل خواهد شد.